# Giesing

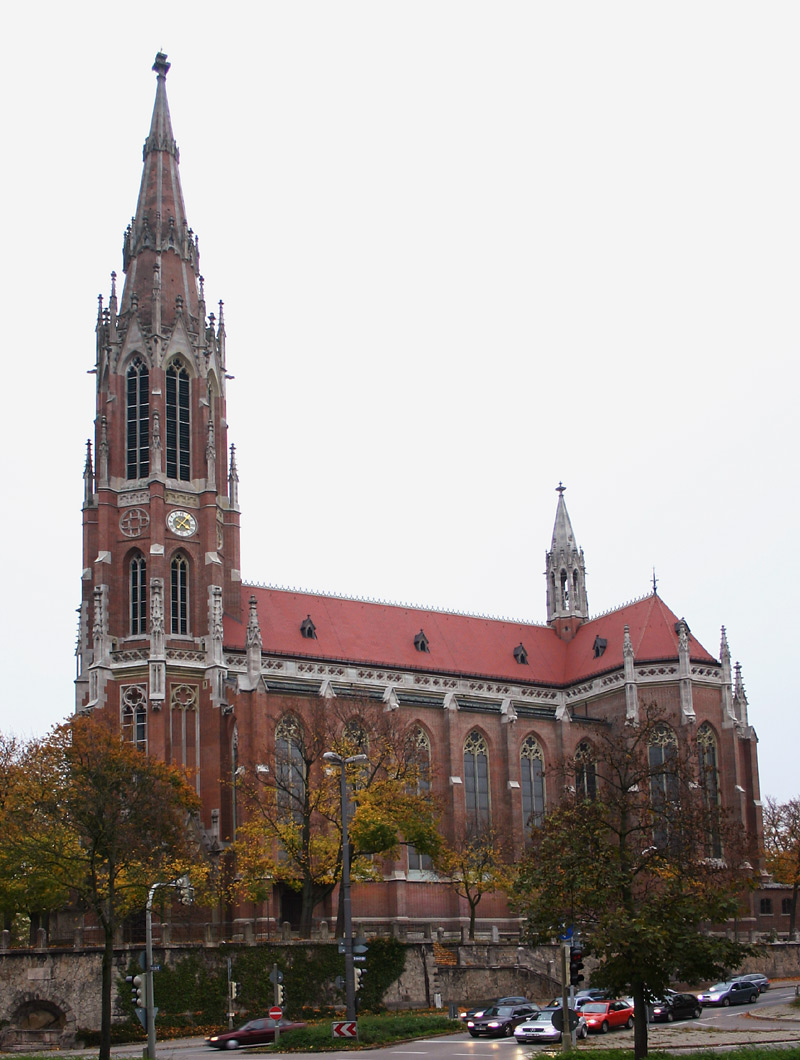
Die Heilig-Kreuz-Kirche ist ein Wahrzeichen Giesings

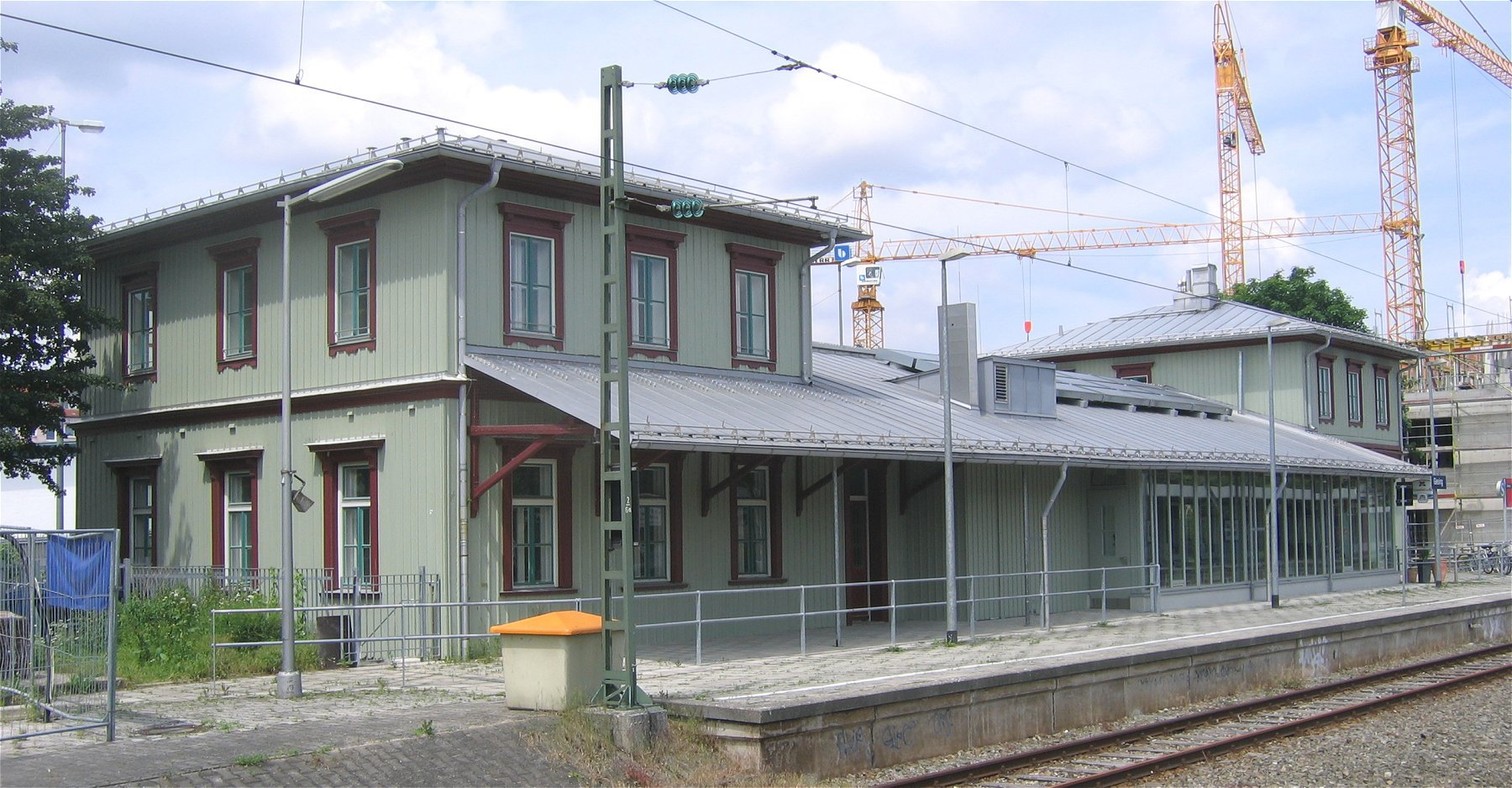
Der 1898 errichtete Giesinger Bahnhof ist heute ein Verkehrsknotenpunkt sowie ein Kulturzentrum des Stadtteils

Giesing ist ein rechts der Isar gelegener, südöstlicher Stadtteil der bayerischen Landeshauptstadt München. Bis zur Eingemeindung am 1. Oktober 1854 war es eine selbständige Landgemeinde und ein Dorf. Verwaltungstechnisch ist das Viertel in Ober- und Untergiesing aufgeteilt. Obergiesing gehört zum Stadtbezirk 17, Untergiesing zum Stadtbezirk 18.

## Geschichte
Beim Bau der Ichoschule im Jahre 1910 wurden bei Grabungsarbeiten ein Reihengräberfriedhof mit 253 Gräbern entdeckt. Aufgrund der Grabbeigaben wie Waffen und Schmuck konnte man den Friedhof auf die Jahre 580–730 n. Chr. datieren. Aufgrund der Anzahl von Gräbern geht man davon aus, dass Giesing zu diesem Zeitpunkt ungefähr 50–70 Einwohner hatte.

### Urkundliche Erwähnung
Giesing wurde erstmals 790 als Kyesinga (abgeleitet vom Namen Kyeso oder Kyso) in den Traditionen des Hochstiftes Freising urkundlich erwähnt. 957 wurde eine Mühle in Giesing erwähnt, was die erste urkundlich erwähnte Mühle auf dem Gebiet des heutigen Münchens war.

### Spätes Mittelalter bis in die Neuzeit
Anfang des 16. Jh. wurde München alleinige Hauptstadt des Herzogtums Bayern. Durch diese wachsende Bedeutung zog es immer mehr Handwerker und Tagelöhner in die Stadt. Da aber die meisten kein Bürgerrecht in München besaßen oder als Handwerker nicht in einer der Zünfte aufgenommen wurden, erhielten sie kein Ansiedlungsrecht. Dieser Personenkreis suchte sich in unmittelbarer Nähe zu München in den Isarauen Unterkunft. Durch diesen stetigen Zuzug neuer Bewohner verschob sich das bevölkerungsmäßige, gewerbliche, schulische und auch kirchliche Schwergewicht Giesings immer mehr von Obergiesing in die Au.

### Gemeindebildung und Eingemeindung im 19. Jahrhundert

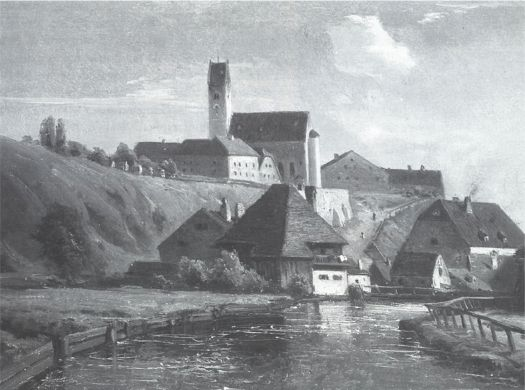
Blick auf die Anhöhe Giesing und den Auer Mühlbach um 1850

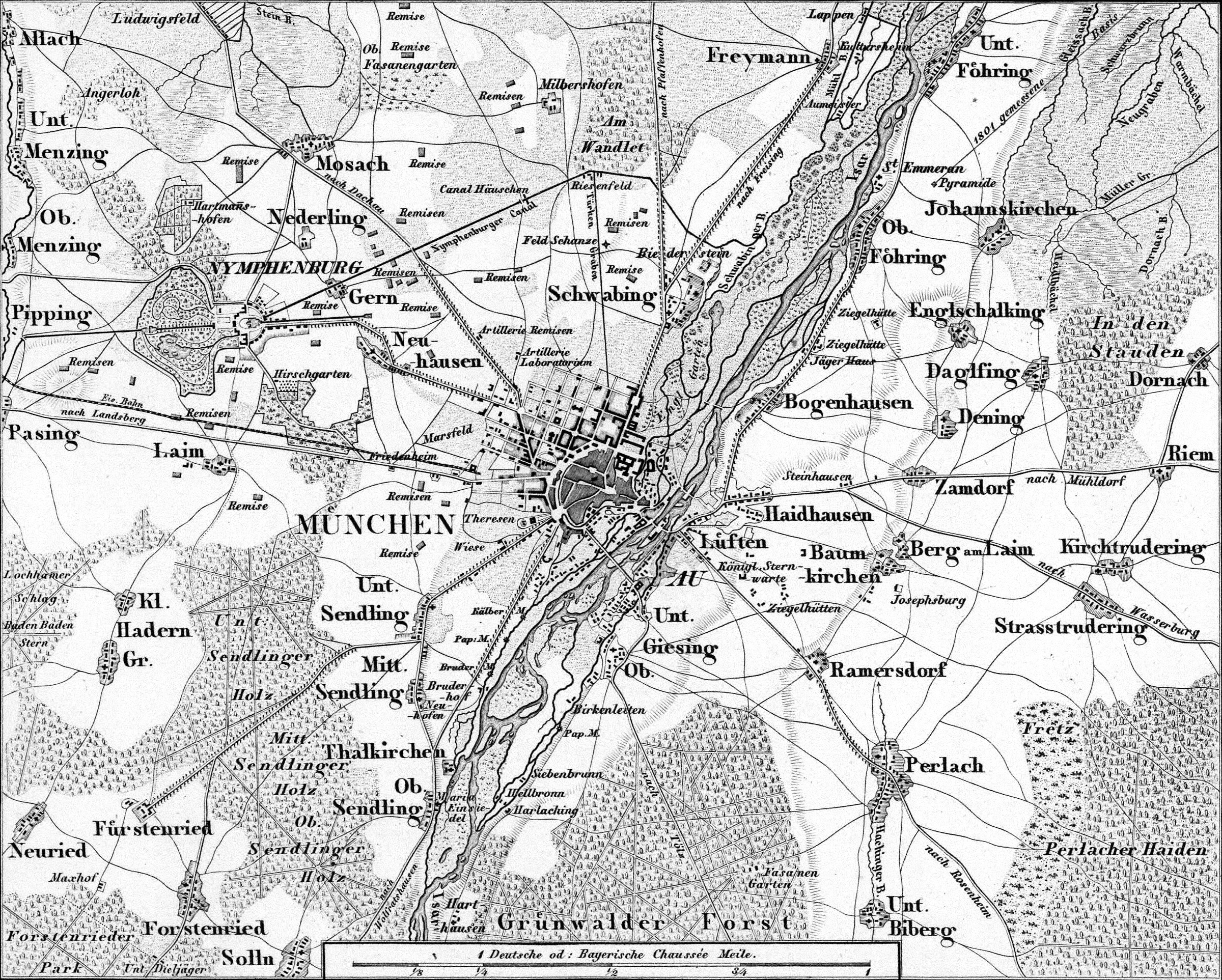
Ober- und Untergiesing auf einer Karte von 1858

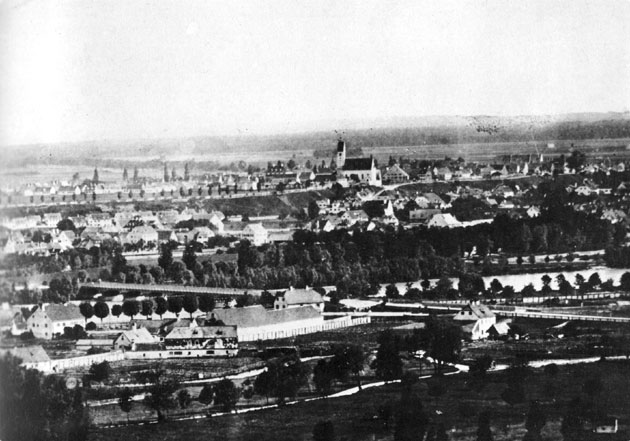
Blick auf Giesing (um 1858) vom Alten Peter

Bei der Gemeindebildung in Bayern 1818 wurde Obergiesing zur eigenständigen Gemeinde Giesing mit den folgenden Ortsteilen
- oberhalb der Isarauen: Obergiesing, Harlaching, Menterschwaige, Stadelheim, Warthof, Soyerhof.
- im Tal: Falkenau, Lohe und die ehemaligen Edelsitze Pilgersheim, Birkenleiten, Siebenbrunn und Hellabrunn.[4]

Der kleinere, nördlich von Obergiesing gelegene Ort Untergiesing wurde dagegen Bestandteil der Vorstadt Au. Giesing gehörte gemeinsam mit Haidhausen und der Au zu den ersten Eingemeindungen in die Stadt München. Sie traten am 1. Oktober 1854 in Kraft.
Giesing wuchs in der Zeit nach der Eingemeindung sehr schnell. So wurde bei der Volkszählung 1854 3.549 Bürger gezählt. 1901 hatte sich die Zahl auf 25.218 versiebenfacht. Aufgrund dieses starken Bevölkerungswachstums wurde die mittelalterliche Dorfkirche zu klein, um allen Gläubigen Platz zu bieten. Aus diesem Grund wurde 1866 mit dem Bau der Heilig-Kreuz-Kirche begonnen. Die Kirche sollte eine moderne großstädtische Monumentalkirche im neugotischen Stil werden. So wurde in 20 Jahren Bauzeit eine dreischiffige Hallenkirche mit einem 95 Meter hohen Turm errichtet.

### Giesing im 20. Jahrhundert

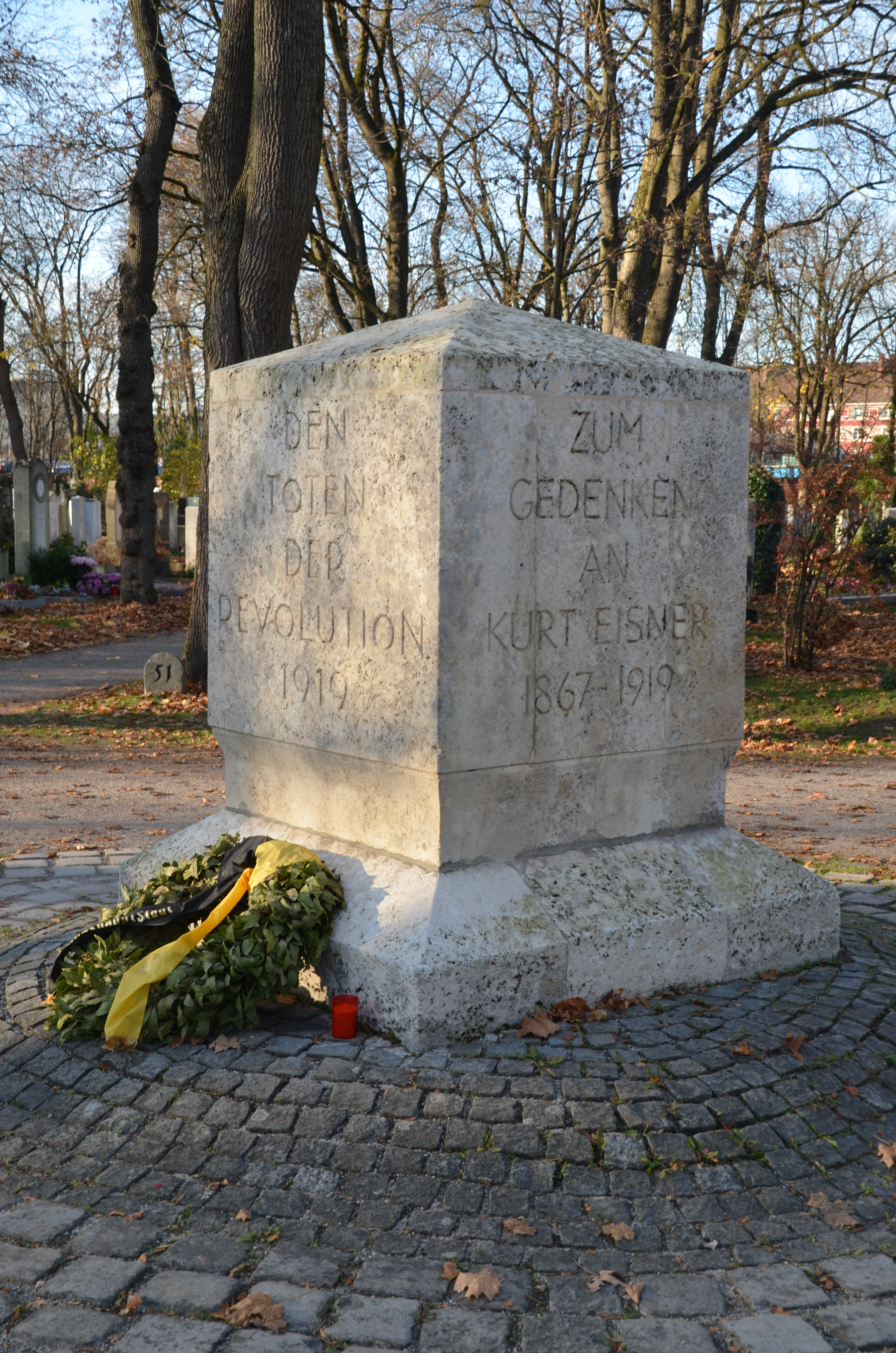
Denkmal: Den Toten der Revolution 1919 sowie Zum Gedenken an Kurt Eisner 1867–1919 auf dem Ostfriedhof

Das Arbeiterviertel Giesing war zur Zeit der Münchner Räterepublik 1919 Schauplatz von Gefechten zwischen der „Roten Armee“ und Weißgardisten (und Freikorps). Hunderte von vermeintlichen und echten Unterstützern der Räterepublik wurden niedergemetzelt. Die 1892 erbaute Strafanstalt Stadelheim war später vor allem in der Zeit des Nationalsozialismus (1933 bis 1945) berüchtigt. Allein 1.200 Hinrichtungen durch Strang und Fallbeil sind während dieser Zeit dokumentiert. Die letzte Hinrichtung erfolgte am 13. April 1945.
1936 wurde der Stadtteil Giesing aufgeteilt auf den Stadtbezirk 17 Obergiesing und den Stadtbezirk 18 Untergiesing-Harlaching. Diese Stadtbezirksnummern und -namen blieben bei der Neuordnung 1992 erhalten. 2010 wurde der Stadtbezirk 17 umbenannt in Obergiesing-Fasangarten.
Der letzte Bauernhof Giesings (Knollhof, Silberhornstraße 2) stellte 1954 oder 1958 seinen Betrieb ein.

## Personen
- Franz Beckenbauer (1945–2024), deutscher Fußballspieler, -trainer und -funktionär, wurde in Giesing geboren und wuchs in der Zugspitzstraße auf.
- Max Greger (1926–2015), Jazz-Musiker, wurde hier geboren.
- Georg Benno Gruber (1884–1977), Pathologe, in Giesing geboren.
- Marianne Hartl (* 1953), Volksmusikerin
- Werner Schlierf (1936–2007), Schriftsteller, der die Nachkriegszeit in Giesing thematisierte.

## Trivia
- Sowohl der TSV 1860 München als auch der FC Bayern München, beide besonders durch ihre Fußballabteilungen bekannte Vereine, haben ihren Hauptsitz und Trainingsgelände in Giesing. Neben dem Gelände des FC Bayern München hat auch der TSV Turnerbund München, einer der ältesten und größten Breitensportvereine Münchens, hier seinen Sitz.
- Innerhalb Münchens wird Giesing häufig als ein Viertel angesehen, die offizielle Unterteilung in die Stadtbezirke 17 und 18 ist weniger gebräuchlich. Weiter verbreitet ist die Unterscheidung in das kleinere Untergiesing (unterhalb des Isarhangs, zwischen Tierpark Hellabrunn und Kolumbusplatz), das größere Obergiesing (oberhalb des Isarhangs zwischen Ostfriedhof, Bayern/1860-Gelände), das wohlhabende Harlaching sowie das Gartenstadtviertel Fasangarten.
- Mit dem Giesinger Bräu, der zweitgrößten Privatbrauerei Münchens, gibt es eine eigene Brauerei im Viertel, deren Flaschen die Heilig-Kreuz-Kirche ziert.[8]
- In einer Garage in Giesing erfand Josef Friedrich Schmidt das Spiel Mensch ärgere Dich nicht.[9]